# Луїс Фільцер
Луїс Фільцер (ісп. Luis Filcer, 4 грудня 1927, Житомир, Волинська округа, УСРР, СРСР — 19 липня 2018, Сан-Міґель-де-Альєнде, Гуанахуато, Мексика) — мексиканський художник-експресіоніст, чиї роботи зазвичай стосуються тем несправедливості та боротьби. Його родина втекла з України до Мексики після російської революції[уточнити], щоб уникнути переслідувань євреїв, і Фільцер виріс у Мехіко. Хоча його інтерес до живопису виник рано, йому довелося продавати картини, перш ніж його родина прийме його покликання. Перебуваючи під сильним впливом життя Ван Гога, він почав малювати боротьбу звичайних людей, і з тих пір він продовжував це робити. Його роботи виставлялися в різних країнах світу та були відзначені кількома медалями та членством у «Salón de la Plástica Mexicana».

## Біографія
Фільцер народився в Житомирі в 1927 році, в єврейській родині. Коли йому було всього шість місяців, сім'я втекла з країни через переслідування євреїв після російської революції. Ніхто в його родині не розповідав про жахи, які вони пережили в Україні. Після прибуття в Мехіко сім'я оселилася в районі Ла-Лагунілья. Його батько міг говорити лише кілька слів іспанською і продавав одяг на вулицях. Пізніше він увійшов у партнерство з іншими іммігрантами, щоб відкрити фабрику светрів. З дитинства Філсер не любив школу, але навчився малювати. Він також вивчав бухгалтерію, щоб допомагати батькові. Він заявив, що хоча робота в сімейному бізнесі була важкою, він міг познайомитися з багатьма людьми таким чином, для яких він часто малював картини для розваги.
Коли йому було шістнадцять, він вступив до Академії Сан-Карлос, щоб вивчати живопис, відвідуючи уроки вранці та працюючи вдень. Кожного вечора після закінчення роботи він малював. Пізніше він три роки навчався в майстерні іспанського художника Хосе Бардасано, зосереджуючись на малюванні та живописі.
У сімнадцять років Фільцер прочитав біографію Ван Гога і, спостерігаючи за бідністю ринкових робітників, почав їх малювати. Тоді він вирішив поїхати до Гуанахуато, щоб навчатися та малювати шахтарів та важкі умови, в яких вони працювали.
Незважаючи на те, що вчителі мистецтва заохочували його, батько вважав живопис не більш ніж хобі. Фільцер вирішив зробити кар'єру в живописі, але не зміг переконати свого батька схвалити це, доки він не продав свою першу картину в Galería Romano.
Нагорода в «Círculo de Bellas Artes» дозволила Фільцеру отримати стипендію, щоб жити та навчатися протягом двох з половиною років у Парижі та Римі, починаючи з École nationale supérieure des Beaux-Arts у Парижі. Однак, окрім проведення годин свого власного часу, малюючи моделей в академії, він також малював простих людей, таких як рибалки, селяни, вантажники, фабричні робітники та жебраки. Він займався цією діяльністю з другом на ім'я Хувенал Сансо, з яким він поїхав до Риму, щоб продовжити навчання. Однак тамтешній учитель запитав його, чому він не малює більше богемних людей, що його розлютило. Він залишив італійську школу лише через місяць. Перебуваючи в Європі, Фільцер витрачав час на подорожі та відвідування музеїв у Лондоні, Мадриді, Амстердамі, Римі та Флоренції, вивчаючи там картини. Він заявив, що таким чином він дізнався більше, коли його перші огляди робіт Франсіско де Гойї змінили його життя. Творчість Ван Гога також сильно вплинула на нього.

## Кар'єра
За свою кар'єру Фільцер провів понад 300 виставок по всьому світу, зокрема в Мексиці, Нідерландах, Сполучених Штатах, Бельгії, Японії, Франції, Ізраїлі, Італії та Німеччині.
Він почав свою кар'єру в Мексиці, де продав свою першу картину і в 1949 році працював у «Майстерні народної графіки». Він представляв Мексику на бієнале в Чилі, Японії та Англії, що призвело до отримання стипендії для навчання в Парижі та Римі. Його роботи також були частиною виставки, організованої Палацом образотворчих мистецтв під назвою «Коштовності мексиканського мистецтва», яка мандрувала світом протягом п'ятнадцяти років.
У 1957 році Фільцер повернувся до Мексики і спочатку працював над картинами для «Galería Havre». Успіх на цьому показі дозволив художнику повернутися до Європи та відвідати Єрусалим. Він також подорожував різними містами Сполучених Штатів. Фільцер одружився з голландкою і залишився в Нідерландах протягом двадцяти років, з багатьма індивідуальними виставками в країні, включаючи музеї «Heart Ripper», De Beyerd, Боммеля ван Дама і «Франса Галса», а також Великому палаці в Парижі в 1988 році.
Потім він повернувся до Мексики, де мав виставки в 1990 та 1991 роках у музеї сучасного мистецтва Мехіко, музеї сучасного мистецтва в UNAM у 1994 році, Національному музеї гравюри у Мехіко у 1998 році, у 2000 році він мав виставки в Мексиканському культурному центрі та музеї Каса-дель-Ріско. У 2001 році він мав виставки в музеї Франсіско Гойтіа в Сакатекасі та галереї Яскі в Амстердамі.
Визнання Фільцера за роботу включають золоту та срібну медалі від «Círculo de Bellas Artes» у 1949 та 1950 роках та золоту медаль Хосе Клементе Ороско у 1953 році. У 1998 році він був названий лицарем міста Маастрихт. Він також був членом «Salón de la Plástica Mexicana».

## Артистизм
Фільцер рано зупинився на естетиці, головним чином у використанні світлотіні для вираження драматизму та сильного експресіонізму. Він схилявся до густих мазків для сильного, раптового ефекту. Він оголошує себе «палким шанувальником Ван Гога, Гої та Хосе Клементе Ороско». На нього вплинули роботи Ван Гога, які зображували важке життя шахтарів, а також зображення війни Гої. Вплив Хосе Клементе Ороско помітний у деяких його роботах, особливо в сарказмі. Він заявив: «Я малюю все, що відчуваю, включаючи свої фантазії та демонів; Я експресіоніст і малюю те, що збуджує мої емоції».
Його роботи не зображують ідеалізму, а радше досліджують теми справедливості та несправедливості, щоб спровокувати зміни. Його хвилює «декадентське спілкування», яке панує серед людей, висміює байдужість, нетерпимість і нерозуміння. Його фігури демонструють досвід, обличчя та виснажені тіла, які борються за виживання. Його теми відверті й визначені. Він виконував роботи, пов'язані з різаниною в Тлателолько, казино в Лас-Вегасі, Мексиканською революцією та метрополітеном Мехіко.